# Борсаліно і компанія
«Борсаліно і компанія» (фр. Borsalino and Co.) — французький кримінальний фільм 1974 року режисера Жака Дере. У головних ролях Ален Делон, Ріккардо Куччолла та Даніель Івернель. Це продовження фільму «Борсаліно» 1970 року, який починається з розповіді про гангстера Сіффреді, що шукає в Марселі банду, яка вбила його друга Капеллу.

## Сюжет
Рок Сіффреді, відомий гангстер у Марселі 1930-х років, щойно поховав свого друга і соратника Франсуа Капеллу, який загинув. Він присягається помститися за нього. Він дізнається, що за вбивством стоїть такий собі Джованні Вольпоне, який нещодавно прибув до Марселя. Інспектор Фанті відвідує Сіффреді після смерті Капелли. Він має певну повагу до Рока, але коли у злочинному світі неспокійно, Фанті вважає, що краще дозволити гангстерам повбивати один одного. Він повідомляє Сіффреді, що Вольпоне — небезпечна людина: італійський гангстер, схоже, має амбіції на місто Марсель, у нього є значні ресурси, як в плані людей, так і в плані фінансів, а також ефективна політична підтримка напередодні війни серед ультраправих. Вольпоне має зв'язки з міжнародним фашизмом. Він планує «зачистити» місто і перетворити його на експериментальну базу для підготовки до нової ери.
Рок дізнається, що брат італійця прибуває до Марселя потягом сам, і з помсти наказує вбити його, скинувши з потяга, що рухається. Банди Сіффреді та Вольпоне перетинаються на пероні, коли потяг прибуває на марсельський вокзал. Вольпоне розуміє, що його брат не приїде, його знайдуть на узбіччі колії протягом наступних днів.
Розгорається бандитська війна. Помста італійців не забарилися. Сіффреді недооцінив Вольпоне, який організовує грандіозну операцію, щоб знищити банду Рока і прибрати до рук бордель марсельського гангстера. Вольпоне знищує банду Сіффреді і змушує його коханку Лолу займатися проституцією в одному з борделів. Лише Фернану, кинутому в море з каменем під ногами, вдається врятуватися в екстремальній ситуації. На зміну комісару Фанті приходить Казенаве, який перебуває на утриманні Вольпоне. Далі Сіффреді принижується бандою італійців, перетворюючи його на алкоголіка руїну, яку Вольпоне згодовує журналістам, а потім поміщає до психіатричної лікарні. Рока відучили від алкоголю, але відтепер він став не просто приниженим, а психологічно задавленим. Фернан, його вірний друг, сповнений рішучості визволити Рока, і він влаштовується на роботу в столярну фірму, щоб отримати можливість потрапити в лікарню, яка нагадує фортецю.
Рок втік з допомогою свого друга, але вони не змогли залишитися в Марселі. Вони вирушили на човні у вигнання до Італії. Залишившись головою в Марселі, Вольпоне користується підтримкою уряду нацистської Німеччини та має в кишені поліцію.
Через три роки Сіффреді одужав, заробив трохи грошей і зібрав нову банду. Разом з Фернаном вони повертаються, займають старий особняк Рока, настільки ж непомітний, наскільки й розкішний. За кілька днів звільняють Лолу з публічного дому і в новій війні знищують більшість людей Вольпоне. Захопивши праву руку Вольпоне разом з комісаром поліції, який підкоряється Вольпоне, Сіффреді примусово напоює обох і викликає журналістів, щоб оприлюднити ганебне видовище.
Префект повертає на місце комісара поліції Фанті який вирішує дозволити Сіффреді закінчити роботу. Сіффреді руйнуює владу Вольпоне та його імперію, використовуючи методи, властиві мафії. Коли Вольпоне намагається втекти до Німеччини, Сіффреді захоплює його в потязі й запихає в топку локомотива. Не бажаючи починати знову життя в Марселі, Сіффреді разом із Лолою та його бандою сідає на корабель до Сполучених Штатів.

## У ролях
- Ален Делон — Рок Сіффреді
- Ріккардо Куччолла — Вольпоне
- Даніель Івернель — інспектор Фанті
- Рейнхард Колльдехофф — Сем
- Андре Фалькон — інспектор Казенав
- Лайонель Вітрант — Фернанд
- Адольфо Ластретті — Луціано
- Грег Гермен — «Негра»
- П'єр Кулак — Спада
- Маріус Лаурі — Тейсер
- Серж Даврі — Чарлі
- Гюнтер Мейснер — лікар
- Жак Дебарі — префект
- Джелул Бегура — Люсьен
- Бруно Балп — глядач в Альказарі
- Кетрін Рувел — Лола
- Антон Дифрінг — німець
- Мірей Дарк — Камео

## Фільмування
До «Борсаліно», що вийшов на екрани у 1970 році, планувалося зняти сиквел, але через чотири роки в ньому залишився лише один головний герой. Насправді Жан-Поль Бельмондо не зміг з'явитися через юридичну суперечку між двома акторами. На постері до «Борсаліно» Бельмондо критикував Алена Делона за те, що той двічі використав його ім'я, як актора і продюсера, та ще й перед його власним. Жан-Поль Бельмондо звернувся до суду і виграв справу. Суперечка, висвітлена та розтиражована у ЗМІ, сприяла успіху «Борсаліно», але пояснює відсутність Жана-Поля Бельмондо у сиквелі та смерть персонажа, якого він грає, Франсуа Каппели, наприкінці першого опусу. У «Борсаліно і компанія» Рок Сіффреді мстить за свого друга і вбиває його вбивць. Ален Делон організував копродукцію з Італією та Німеччиною і довірив режисуру Жаку Дерею, для якого це був четвертий з дев'яти фільмів з Аленом Делоном.
Зйомки проходили з 29 березня по 25 червня 1974 року.

## Прем'єра
Знятий з таким самим бюджетом, як і його попередник (14 мільйонів франків), «Борсаліно і компанія» вийшов на екрани французьких кінотеатрів 23 жовтня 1974 року із рейтингом PG-13. Фільм легко очолив паризький бокс-офіс, зібравши 119 712 відвідувань за тиждень у двадцяти кінотеатрах, що його показували. Однак цей показник був нижчим, ніж у першого фільму, на за перший тиждень прокату в березні 1970 року в одинадцяти кінотеатрах продали 199 271 квитків. У той час як «Борсаліно» провів чотири тижні на вершині паризького бокс-офісу і дванадцять тижнів у щотижневому топ-20, сиквел опустився на три позиції на другому тижні і в підсумку залишався в щотижневійому топ-20 протягом семи тижнів. Зрештою, «Борсаліно і компанію» переглянуло 504 047 відвідувачів у Парижі та передмісті, а «Борсаліно» досягнув мільйонної позначки до кінця свого прокату в столиці.
По всій Франції сіквел привернув увагу 1,1 мільйона глядачів у провінціях, а загальна кількість глядачів сягнула 1,7 мільйона.

## Домашні медіа
Фільм був відреставрований Pathé Production у 2013 році.